# همان‌گونه که بودی (آلبوم)
 «همان‌گونه که بودی» نخستین آلبوم استودیویی از هنرمند اهل بریتانیا لیام گلگر است که در اکتبر ۲۰۱۷ منتشر شد.